# Kétujjú angolnagőte
A kétujjú angolnagőte (Amphiuma means) a kétéltűek (Amphibia) családjába, a farkos kétéltűek (Caudata) rendjébe, és az angolnagőte-félék (Amphiumidae) családjába tartozó állatfaj.

## Előfordulása
Az Amerikai Egyesült Államok déli részén honos. Rejtőzködő életmódja miatt természetes élőhelyén nehezen figyelhető meg.

## Életmódja
Ragadozó életmódot folytat, táplálékára éjszaka vadászik. Étlapján rákok, békák és kígyók szerepelnek.

## Megjelenése
Hossza elérheti akár az 1 métert is. Erős állkapoccsal rendelkezik, fogai két sorban helyezkednek el.

## Szaporodása
A felnőtt példányok a vízben párosodnak. A nőstény a petéit a partközeli nedves talajba rakja, amelyet a hím több hónapon keresztül védelmez.

## Tartása
A kétujjú angolnagőte tartása hazánkban egyre elterjedtebb. Tartására tágas akváriumot rendezzünk be. Fontos, hogy a tetőüveg jól záródjon, mert egy kis résen keresztül is kipréselhetik magukat. Megfogására hálót használjunk, mert  sikamlós a bőre.